# Richard Ira Bong
Richard Ira Bong, ameriški častnik in letalski as * 24. september 1920, Superior, Wisconsin, ZDA  † 6. avgust 1945, Burbank, Kalifornija, ZDA.
Bong je ameriški letalski as z največ (40) zmagami v 2. SV.

## Življenjepis
Richard Bong se je že kot mladenič začel zanimati za letala, v mladosti so njegov dom preletavala letala bližnjega letališča. Takoj po izbruhu druge svetovne vojne je vstopil v Letalske sile Kopenske vojske ZDA (USAAF) in se začel usposabljati na lovskih letalih Lockheed P-38 Lightning. Leta 1942 je napredoval v čin poročnika in bil poslan na jugozahodni Tihi ocean, kjer je v 27. decembra nad Novo Gvinejo dosegel svojo prvo zmago.

Do decembra 1944 je Bong nanizal 40 zmag (vse je dosegel s P-38) in postal najuspešnejši ameriški pilot v 2. SV (Thomas B. McGuire je dosegel 38 zmag). Decembra 1944 so mu podelili najvišje ameriško vojno odlikovanje, Kongresno medaljo časti (MoH) - ameriški ekvivalent britanskega Viktorijinega križca (VC). Zaradi zaslug in propagandnih namenov, predvsem pa zaradi smrti njegovega prijatelja in tekmeca Tommya McGuireja, so ga zato januarja 1945 umaknili z bojišč in ga poslali nazaj v ZDA. Najprej je promoviral vojne obveznice (War Bonds), pozneje pa je postal preizkusni pilot za novo ameriško reaktivno lovsko letalo Lockheed P-80 Shooting Star. Pri preskušanju letala, prav na dan ko so ZDA odvrgle prvo atomsko bombo na Hirošimo, je v Kaliforniji strmoglavil. Pri tem se je Richard Bong smrtno ponesrečil.
- Dick Bong (na levi) (40 zmag) in Tommy McGuire (38 zmag), najboljša pilota P-38. Slikano 15. novembra 1944 na Filipinih.
- Richard Bong

## Odlikovanja
- Kongresna medalja časti (MoH)
- 7 x letalski križec za zasluge (DFC)
- križec za vojne zasluge (DSC)
- 2 x srebrna zvezda (Silver Star)
- 14 x letalska medalja (Air Medal)